# Burning Witch
Burning Witch war eine US-amerikanische Sludge-Band. Die nur von 1995 bis 1998 existierende Band entwickelte nach ihrer Auflösung Kultstatus und gilt heute als Vorläufer des Drone Doom.

## Bandgeschichte
Burning Witch wurde 1995 von Stephen O’Malley, Greg Anderson und Jamie Sykes nach der Auflösung der Band Thorr’s Hammer gegründet. Greg Anderson verließ die Band relativ schnell wieder, um anschließend bei Goatsnake zu spielen.
1996 nahm die Band erstmals, produziert von Steve Albini, eine EP auf, allerdings erschienen die Aufnahmen erst 1998 nach der Auflösung der Band als Towers…. Zuvor erschien 1997 die EP Rift.Canyon.Dreams, die einzige Veröffentlichung während ihres Bestehens.
Burning Witch löste sich 1997 aufgrund ihrer mangelnden Bekanntheit und anderer Projekte der Mitglieder auf, außerdem zog Stephen O’Malley nach England. Kurz nachdem die Band sich aufgelöst hatte, erschien die Compilation Crippled Lucifer, das einzige Album der Band. Im Herbst 1998 spielte Burning Witch noch einmal einige letzte Liveshows.
Die Band wurde erst nach ihrer Auflösung bekannt, während sie bestand, bekam sie fast keine Aufmerksamkeit und absolvierte nur wenige Liveauftritte. O’Malley formte zusammen mit Anderson die Band Sunn O))), Dahlquist folgte Anderson zu Goatsnake. Mittlerweile ist O’Malley in verschiedenen Projekten aktiv, Edgy 59 gründete das Projekt Sinisstar und betreibt zusammen mit Dahlquist das Projekt The Poisoned Glass.

## Rezeption
Allmusic schreibt der Band Kultstatus zu, da sie „dunkler als Doom Metal, gruseliger als Sludge die abgelegensten Ecken von Negativität und Depression“ erforsche.
Die Encyclopedia of heavy metal music nennt Burning Witch „eine der Schlüsselbands des neuen Metals der Achtziger [sic!], die einen ernsthaften Ansatz von Metal als einer Kunstform mit dunklen und satanischen Texten und neuen und innovativen Stilen drone-basierter Musik (ähnlich den frühen Velvet Underground oder den Experimenten des indisch beeinflußten Komponisten Lamonte Young) kombinierten“, Garry Sharpe-Young spricht von ihr als „Selbstmord-Doom“.

## Diskografie
- 1998: Towers... (12" EP, Slap A Ham Records)
- 1997: Rift.Canyon.Dreams (12" EP, Merciless Records)
- 1998: Crippled Lucifer (Seven Psalms for Our Lord of Light) (CD, Southern Lord Records)
- 2000: Goatsnake/Burning Witch (Split mit Goatsnake, Hydra Head Records)
- 2004: Split mit Asva (12", Dos Fatales Records)[7]
- 2008: Crippled Lucifer (Ten Psalms for Our Lord of Light) (2xCD, auch als eine nummerierte Edition mit 2000 Stück erschienen (diese enthielt eine „Dropcard“, die eine nur als Download verfügbare Version des unveröffentlichten Demos von 1996 und einen Liveauftritt, der die einzige bekannte Aufnahme von Anderson zusammen mit der Band ist, enthielt)), (Southern Lord Records)